# Platybregmus canadensis
Platybregmus canadensis is een keversoort uit de familie klopkevers (Anobiidae). De wetenschappelijke naam van de soort is voor het eerst geldig gepubliceerd in 1934 door Fisher.